# Henry Moseley (matemàtic)
|  | Per a altres significats, vegeu «Henry Moseley (desambigüació)». |

Henry Moseley   (Long Buckby, 9 de juliol de 1801 - Olveston, 20 de gener de 1872) va ser un matemàtic i clergue anglès.

## Vida i obra
El 1802, quan només tenia un any, el seu pare, William Willis Moseley, va ser nomenat pastor congregacional de Hanley Staffordshire, però a partir de 1814 va anar canviant de parròquies i la família va estar fins i tot a França uns anys. A partir de 1822 va estudiar al Saint John's College de la universitat de Cambridge en el que es va graduar i va ser ordenat clergue el 1826. El 1831 va se nomenat professor de física i astronomia del King's College de Londres, càrrec que va deixar el 1844 en ser nomenat Inspector d'Escoles del govern de Sa Majestat.
El 1854 va ser nomenat canonge de la Catedral de Bristol i vicari d'Olveston, càrrecs que va mantenir fins a la seva mort, sense deixar d'interessar-se per les ciències. Va ser el pare del naturalista Henry Nottidge Moseley i l'avi del físic Henry Gwyn Jeffreys Moseley.
Moseley estava molt al corrent de la ciència francesa, especialment de l'obta de Coulomb, de Poncelet i de Navier. Les seves contribucions a l'estudi dels arcs de maons i de les seves línies de pressió i de resistència, van tenir influència notable en l'enginyeria del segle XIX, especialment en la construcció de ferrocarrils, investigacions que van ser continuades pel seu deixeble William Pole.
La seva obra més notable va ser el tractat The Mechanical Principles of Engineering and Architecture,  publicat el 1843 i reeditat varies vegades. També va publicar llibres de certa rellevància sobre hidroestàtica, hidrodinàmica, mecànica, astronomia, etc.
Un esdeveniment curiós de la seva vida és que el seu pare, amb seixanta anys, va ser jutjat i empresonat per mantenir una casa sense llicència a Charlotte Street, Bloomsbury (Middlesex) per a l'acollida de llunàtics.